# Abatacept
L'abatacept est un médicament immunosuppresseur utilisé dans certaines maladies rhumatologiques comme certaines formes de polyarthrite rhumatoïde, psoriasique et juvénile (voir RCP).
L'abatacept est une protéine de fusion composée de la région Fc de l'immunoglobuline IgG1 fusionnée au domaine extracellulaire de CTLA-4. Il « module sélectivement un signal clé de costimulation nécessaire à l'activation complète des lymphocytes T exprimant le CD28 (en) » En effet, pour qu’un lymphocyte T soit activé et produise une réponse immunitaire, une cellule présentatrice d’antigène doit lui présenter deux signaux : 
1. le complexe majeur d'histocompatibilité (CMH), combiné à l'antigène ;
2. la molécule CD80 (en) ou CD86 (en) (également connue sous les noms de B7-1 et B7-2).

L'abatacept se lie aux molécules CD80 et CD86 et empêche le deuxième signal. Sans ce deuxième signal, le lymphocyte T affecté n'est pas activé, ce qui diminue d'autant la production de certaines cytokines.

## Contre-indications
L'abatacept est contre-indiqué avec la grossesse, les infections actives et les utilisations concomitantes d'un inhibiteur du TNF (risque accru d'infections graves).

## Effets secondaires
- Céphalées, nausées : fréquent.
- Réactions liées à la perfusion (p. ex. céphalées, vertiges, élévation de la pression artérielle).
- Sensibilité accrue aux infections pouvant être graves.

## Précautions particulières
Avant l'instauration d'un traitement par l'abatacept, il convient de rechercher une tuberculose latente (par anamnèse, intradermoréaction à la tuberculine et RX-thorax) ; en présence d'une tuberculose, des tuberculostatiques doivent être instaurés avant le début du traitement par abatacept.

## Efficacité
Il améliore les symptômes des patients porteurs d'une polyarthrite rhumatoïde et qui sont résistants aux inhibiteurs du TNF alpha.
Un essai clinique de phase 2b (dénommé APIPPRA) évalue son efficacité chez des patients présentant un taux élevé d'ACPA (en), de facteur rhumatoïde et des douleurs articulaires — des personnes présentant un risque élevé de développer une polyarthrite rhumatoïde — pour prévenir l'apparition de cette maladie. L'essai a montré une réduction de 80 % du risque de développer la polyarthrite rhumatoïde pendant la durée du traitement préventif.